# Xylosma inaequinervium
Xylosma inaequinervium é uma espécie de planta da família Salicaceae.
É endémica da Nova Caledónia.